# Стихарь

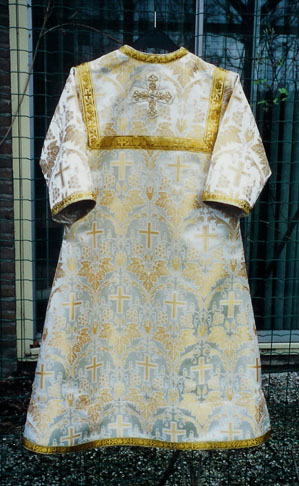

Стиха́рь (греч. στοιχάριον от греч. στιχος — «стих, строка, прямая линия») — одежда, богослужебное облачение священно- и церковнослужителей, прямая, длинная, с широкими рукавами.

## История
В древности подобная одежда была известна под различными наименованиями (например, στιχάριον, альба, туника). Почти все эти наименования означали обычную нижнюю одежду, которую в древности носили мужчины и женщины. Христианская церковь приняла эту одежду в число священных по образцу ветхозаветной священнической одежды, известной под именем хитона, или у первосвященников — подира.
Стихарь находился во всеобщем употреблении во всех древних церквах. В древности стихарь изготовлялся из льна и был белого цвета, на что указывает одно из его наименований — alba (белая одежда). Этому цвету стихаря, как цвету одежд ангельских, соответствует и то таинственное знаменование, какое соединяют с ним учители церкви. Стихарь знаменует светлую жизнь облачающихся в него, напоминает о той чистоте и непорочности, с которою служители Божии должны проходить своё высокое служение, и выражает их духовную радость о Господе, внушаемую чистотою жизни. Это знаменование выражается в молитве, читаемой при облачении в стихарь:

«Возра́дуется душа́ моя́ о Го́споде, облече́ бо мя в ри́зу спасе́ния и оде́ждою весе́лия оде́я мя, я́ко жениху́ возложи́ ми вене́ц и я́ко неве́сту украси́ мя красото́ю.»
— Исаи. 61:10
В стихарь во время хиротесии облачают чтеца, обязанности которого во многом совпадают с певчим церковного хора. Отсюда созвучны однокоренные слова: стихарь ↔ стихира ↔ стих ↔ стихия.

## Употребление

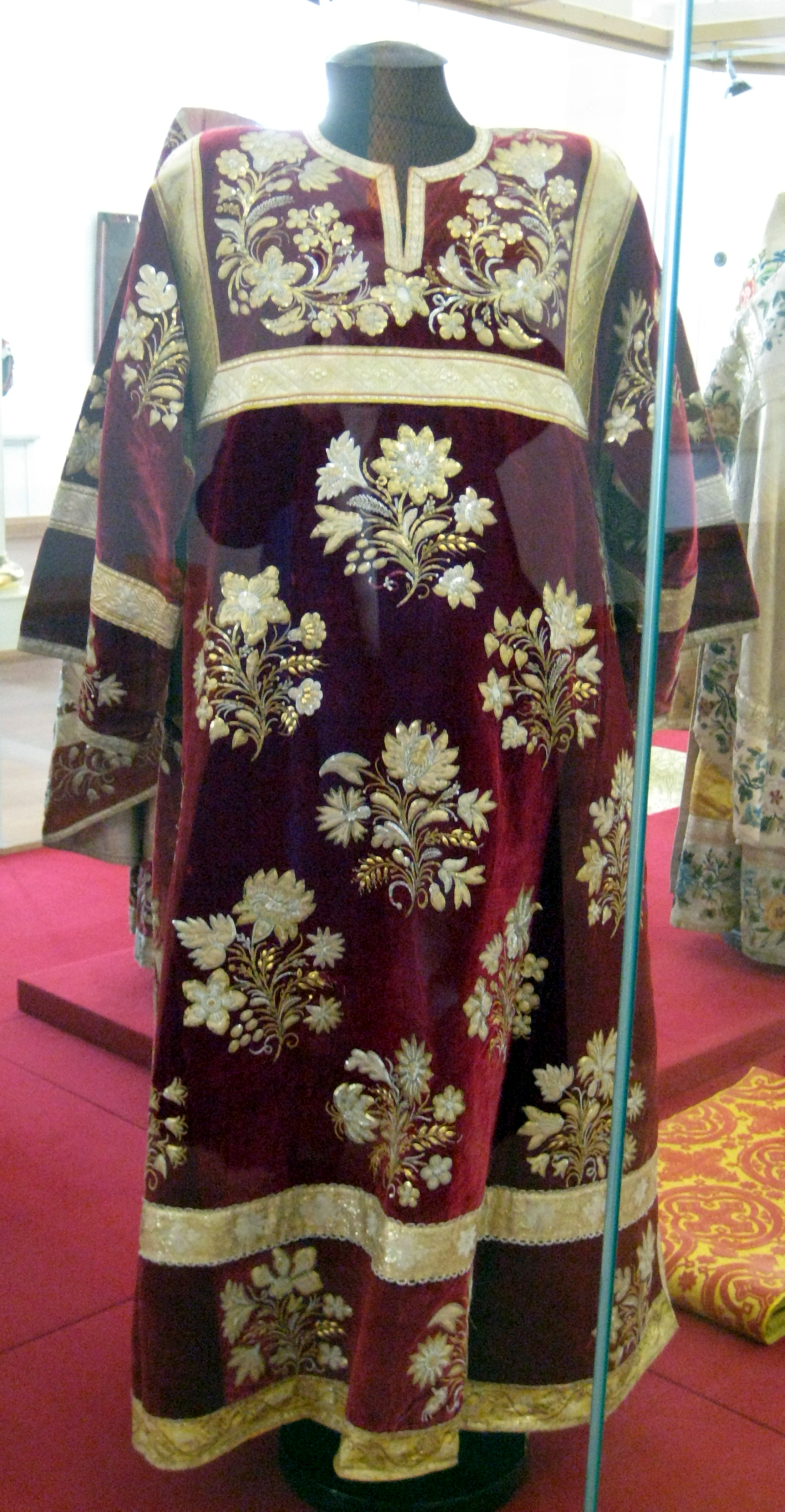

Стихарь используется всеми тремя степенями священства, так как от них требуется одинаковая чистота жизни. В начале богослужения архиерей благословляет свой не сшитый с боков стихарь-подса́ккосник, и иподиаконы надевают на владыку поверх его подрясника этот подсаккосник и застёгивают по его бокам пуговицы. Священник также благословляет свой стихарь-подри́зник, и  сам надевает поверх своего подрясника. Затем подсаккосник и подризник значительно закрываются другими священными одеждами. И подсаккосник и подризник шьются из белой лёгкой ткани (обычно из шёлка), с длинными тонкими верёвочками на рукавах, по совсем другим выкройкам — просторнее обычного диаконского стихаря.
Диаконские стихари подбираются под цвет верхних архиерейских и иерейских облачений. Каждый раз на облачение в диаконский стихарь диакону и всем церковнослужителям нужно особым образом складывать стихарь и брать отдельное благословение (архиерея, если он в это время находится в алтаре или) служащего в данном храме священника. Кроме диакона, в стихарь могут облачаться также иподиаконы и алтарники, а также благословлённые на стихарь чтецы, певцы и некоторые прихожане из мужчин. Для малолетних сыновей прихожан и воцерковленных подростков довольно часто шьют специальные детские стихари уменьшенных размеров, обычно (универсального — подходящего для любых богослужений) золотистого цвета.
Стихарь диакона (и церковнослужителя) — длинная одежда с широкими рукавами, с разрезами от подмышек до низа, скреплёнными пуговицами. У современных стихарей Русской православной церкви боковые разрезы и ворот с грудным вырезом подшиты тонкой золотистой лентой, а низ стихаря и рукава имеют ещё и широкую ленту. Почти квадратные переднее и заднее оплечья обозначаются широкой лентой. Ленты знаменуют собою те узы, которыми был связан Иисус Христос на неправедном суде пред Каиафою и Пилатом, и кровь, истёкшую из ребра Его. Разрезы под рукавами стихаря напоминают о прободённом ребре Христа, а оплечья из других материй или других цветов означают язвы от Его бичевания. На спине стихаря пришивается большой крест. Пуговицы на диаконском стихаре могут быть не только с боков, но и для застёгивания грудного выреза на воротнике и у шеи на левом плече для крепления ораря.